# Ruslan Chaschismelowitsch Apekow
Ruslan Chaschismelowitsch Apekow (russisch Руслан Хажисмелович Апеков; * 8. Juni 2000 in Naltschik) ist ein russischer Fußballspieler.

## Karriere
Apekow begann seine Karriere bei Spartak Naltschik. Im Januar 2014 wechselte er in die Jugend des FK Krasnodar. In der Winterpause der Saison 2017/18 rückte er in den Kader der drittklassigen Zweitmannschaft Krasnodars. Für diese kam er bis zum Ende der Saison 2017/18 zu sieben Einsätzen in der Perwenstwo PFL. Zu Saisonende stieg er mit Krasnodar-2 in die Perwenstwo FNL auf. In der Saison 2018/19 spielte er allerdings ausschließlich für die in die dritte Liga aufgestiegene dritte Mannschaft Krasnodars, für diese kam er zu 24 Einsätzen in der Perwenstwo PFL. Im September 2019 gab er schließlich gegen die Reserve von Spartak Moskau sein Debüt bei Krasnodar-2 in der zweiten Liga. In der COVID-bedingt abgebrochenen Saison 2019/20 kam er zu zwei Zweitliga- und sieben Drittligaeinsätzen.
In der Spielzeit 2020/21 absolvierte Apekow 34 Partien für Krasnodar-2, zudem spielte er noch einmal für Krasnodar-3. Im Dezember 2021 stand er gegen den FK Sotschi erstmals im Kader der ersten Mannschaft. Sein Debüt für diese in der Premjer-Liga gab er im selben Monat gegen den FK Nischni Nowgorod. In der Saison 2021/22 kam er zu fünf Erstligaeinsätzen, zudem spielte er 27 Mal in der FNL.
Nach weiteren zwei Erstligaeinsätzen bis zur Winterpause 2022/23 wurde Apekow im Januar 2023 an den Zweitligisten Akron Toljatti verliehen.